# Hiệp hội Trắc địa Quốc tế
Hiệp hội Trắc địa Quốc tế hay Hiệp hội Quốc tế về Trắc địa, viết tắt theo tiếng Anh là IAG (International Association of Geodesy) là một tổ chức phi chính phủ - phi lợi nhuận quốc tế hoạt động trong lĩnh vực nghiên cứu trắc địa và ứng dụng của nó.
IAG thành lập năm 1946 , là một trong 8 hiệp hội hợp thành của Liên đoàn Trắc địa và Địa vật lý Quốc tế (IUGG) .
IAG hiện có 80 quốc gia thành viên.
Ban thư ký điều hành IAG đặt tại Viện Nghiên cứu trắc địa Đức (DGFI, Deutsches Geodätisches Forschungsinstitut) của Trường Đại học Tổng hợp Kỹ thuật München (TUM, Technischen Universität München), Đức .

## Lịch sử
IAG có một lịch sử lâu dài, đánh dấu bởi sự thành lập của "Trắc địa Trung Âu" (Mitteleuropäische Gradmessung) năm 1862. Tổ chức này được thành lập để thúc đẩy công việc khoa học chuyên ngành Trắc địa ở Trung Âu, theo đề nghị của J. J. Baeyer năm 1861 .
Năm 1867, tên của tổ chức đã được đổi thành "Trắc địa châu Âu" (Europäische Gradmessung), vì theo sau đó nước từ tất cả các châu Âu đã gia nhập tổ chức.
Năm 1886, tên được đổi thành "Trắc địa quốc tế" (Internationale Erdmessung), nhấn mạnh sự cần thiết phải hợp tác quốc tế để giải quyết các nhiệm vụ khoa học về Trắc địa. Các bản dịch tiếng Pháp và tiếng Anh của tên này dẫn đến tên hiện tại "Hiệp hội Quốc tế về Trắc địa (IAG)" .
Như vậy, IAG là một tổ chức khoa học quốc tế trở lại năm 1886 và là một trong những tổ chức quốc tế lâu đời nhất của loại hình này.

## Mục tiêu
Mục tiêu của Hiệp hội là sự tiến bộ về đo đạc trong trắc địa. IAG thực hiện sứ mệnh của mình thông qua phát triển lý thuyết và ứng dụng, nghiên cứu và giảng dạy, bằng cách thu thập, phân tích, mô hình hóa dữ liệu quan sát. Từ đó cung cấp một biểu diễn phù hợp cho hình thể, sự quay, trọng trường,... của Trái Đất và các hành tinh, cũng như sự biến thiên của nó.

## Hoạt động
IAG có 4 Uỷ ban
| Tên                                  | Tiếng Anh                      |
| ------------------------------------ | ------------------------------ |
| Khung tham chiếu                     | Reference Frames               |
| Trọng trường                         | Gravity Field                  |
| Địa động lực và sự xoay của Trái Đất | Geodynamics and Earth Rotation |
| Định vị & Ứng dụng                   | Positioning & Applications     |

## Tổ chức
| Nhiệm kỳ                                                             | Chủ tịch                         | Từ nước |
| -------------------------------------------------------------------- | -------------------------------- | ------- |
| 2015-2019                                                            | Harald Schuh                     | Đức     |
| 2011-2015                                                            | Ch. Rizos                        |         |
| 2007-2011                                                            | M. G. Sideris                    |         |
| 2003-2007                                                            | G. Beutler                       |         |
| 1999-2003                                                            | F. Sansò                         |         |
| 1995-1999                                                            | K.-P. Schwarz                    |         |
| 1991-1995                                                            | W. Torge                         |         |
| 1987-1991                                                            | I. I. Mueller                    |         |
| 1983-1987                                                            | P. V. Angus-Leppan               |         |
| 1979-1983                                                            | H. Moritz                        |         |
| 1975-1979                                                            | T. J. Kukkamäki                  |         |
| 1971-1975                                                            | Y. D. Boulanger                  |         |
| 1967-1971                                                            | A. Marussi                       |         |
| 1963-1967                                                            | G. Bomford                       |         |
| 1960-1963                                                            | C. A. Whitten                    |         |
| 1957-1960                                                            | G. Cassinis                      |         |
| 1954-1957                                                            | J. de Graaff Hunter              |         |
| 1951-1954                                                            | C. F. Baeschlin                  |         |
| 1946-1951                                                            | W. D. Lambert                    |         |
| International Union of Geodesy and Geophysics - Section of Geodesy   |                                  |         |
| 1933-1946                                                            | F. A. Vening Meinesz             |         |
| 1922-1933                                                            | W. Bowie                         |         |
| Internationale Erdmessung / Association Géodésique Internationale    |                                  |         |
| 1917-1921                                                            | R. Gautier (Reduced Association) |         |
| 1903-1917                                                            | L. Bassot                        |         |
| 1892-1902                                                            | H. Faye                          |         |
| 1887-1891                                                            | C. Ibáñez de Ibero               |         |
| (Mittel-) Europäische Gradmessung: Central Bureau / Perm. Commission |                                  |         |
| 1874-1886                                                            | C. Ibáñez e Ibáñez de Ibero      |         |
| 1869-1874                                                            | A. von Fligely                   |         |
| 1864-1868                                                            | P. A. Hansen                     |         |
| 1864-1885                                                            | Director C.B. J. J. Baeyer       |         |